# Admirativ
Admirativ (av latinets admirativus, "som man förvånas över") är ett modus som anger att verbet uttrycker något oväntat, använt i bland annat keltiska språk och albanska. 